# THE.LOST.INNOCENT
『THE.LOST.INNOCENT』（ザ・ロスト・イノセント）は、FANATIC◇CRISISの通算5枚目のアルバム。1999年2月24日発売。

## 解説
前作『ONE -one for all-』からおよそ1年ぶりのアルバム。シングル4作からC/W曲含め合計5曲を収録している。
初回盤はデジパック・特殊ジャケット仕様。2ndプレスは黒いジャケット・ジュエルケース。
『POP』と並び、FANATIC◇CRISISのアルバム史上最も収録曲が多い。本作には器楽曲が収録されているが（#1 「006.9」）、『POP』には器楽曲は未収録。そして本作には7分を超える楽曲が2曲も収録されており、収録時間は最長である。

## 収録曲
全作詞：石月努
1. 006.9　[0:19]
  - 作曲：石月努
  - 編曲：FANATIC◇CRISIS
2. メビウスリング　[5:44]
  - 作曲：石月努
  - 編曲：FANATIC◇CRISIS・神林義弘
3. 火の鳥　[4:28]
  - 作曲：石月努・和也
  - 編曲：FANATIC◇CRISIS・神林義弘
  - 9thシングル。
  - FANATIC◇CRISIS最大ヒット作。
4. B.R.E.E.Z.E　[5:14]
  - 作曲：石月努
  - 編曲：FANATIC◇CRISIS
5. Crazy for you　[4:27]
  - 作曲：石月努・和也
  - 編曲：FANATIC◇CRISIS
6. Maybe true　[4:48]
  - 作曲：石月努
  - 編曲：FANATIC◇CRISIS・神林義弘
  - 10thシングル。
  - オリコンチャートでFANATIC◇CRISIS最高の5位を記録。
7. dear myself　[4:08]
  - 作曲：石月努
  - 編曲：FANATIC◇CRISIS・神林義弘
  - 「Rainy merry-go-round」C/W曲。
8. MASQUERADE IN THE ROOM　[4:53]
  - 作曲：石月努
  - 編曲：FANATIC◇CRISIS
9. 龍宮　[4:26]
  - 作曲：石月努
  - 編曲：FANATIC◇CRISIS
10. beauties -beauty eyes-　[4:34]
  - 作曲：石月努
  - 編曲：FANATIC◇CRISIS・神林義弘
  - 11thシングル「beauties -beauty eyes-/ジェラシー」の1曲目。
  - 本作の先行シングル曲。
11. Rainy merry-go-round　[4:57]
  - 作曲：石月努・Shun
  - 編曲：FANATIC◇CRISIS
  - 8thシングル。
12. crawl　[2:52]
  - 作曲：和也
  - 編曲：石月努・和也・神林義弘
13. 月の虜　[7:11]
  - 作曲：石月努
  - 編曲：FANATIC◇CRISIS・神林義弘
14. 運命と哀し過ぎる予感　[4:24]
  - 作曲：石月努
  - 編曲：FANATIC◇CRISIS
15. [キミガイルセカイ]　[7:34]
  - 作曲：石月努
  - 編曲：FANATIC◇CRISIS・神林義弘